# Evaristus
Evaristus eller Aristus, född i Betlehem, död cirka 107, troligen i Rom, var påve från cirka 99 till cirka 107. Han vördas som helgon inom Romersk-katolska kyrkan, med minnesdag den 26 oktober.

## Biografi
Liber Pontificalis uppger både att Evaristus var grek och att han var född i Betlehem som son till en jude. Där finns också uppgiften att han när han hade blivit påve, delade upp Rom i tituli och sju församlingar med en präst i varje som ledare, vilka kom att utgöra grunden för kardinalskollegiet. Han uppges i Catalogus Liberianus ha varit den fjärde i succession efter Petrus och hans pontifikat sägs i samma källa ha varat i åtta år.
Enligt en traditionell uppfattning, som också återges i Liber Pontificalis, led Evaristus martyrdöden, vilket är svårt att säkerställa historiskt. Mer historiskt säker är uppgiften, som också finns i Liber Pontificalis, att han är begravd nära Petrus grav på vatikanska kullen.
Pseudo-Isidorus tillskriver honom två dekret, men dessa är förfalskningar.